# 萧子晋
萧子晋（5世紀—500年代），中国南朝齐宗室，齐高帝之孙，临川獻王萧映长子。

## 生平
南朝齊永明七年（489年）正月，臨川王蕭映去世。永明九年（491年），蕭子晉服闋，襲封臨川郡王。历任东阳太守、吴兴太守、祕书监（领后军将军）。
永泰元年（498年），大司馬、會稽太守王敬則舉兵反，準備擁立齊高帝之孫吳郡太守蕭子恪，蕭子恪見機逃跑，不知所終。此前，高、武諸子已被全部誅殺。至此，始安王蕭遙光勸齊明帝盡誅高、武諸孫，於是包括蕭子晉在內的高、武諸孫六十餘人被召至永福省。明帝命令太醫煮椒二斛，待椒熟後全部賜死。因蕭子恪及時趕回，蕭子晉等人得以挽回性命。
永元元年（499年），蕭子晉遷侍中，後转任左民尚书。因为堂妹出葬没有接受任命，被有司奏劾，皇帝将奏章留中，萧子晋也没有再任命。中興元年（501年），萧衍攻入建康城，萧子晋还穿着侍中的官服。
南朝梁天監元年（502年），梁武帝代齊，削除蕭子晉的封國，授其輔國將軍、高平太守。同年，蕭子晉祖母謝氏的墓葬被盜掘，但並未挖至墓室之門。事發後，身為承重孫的蕭子晉向禮官何佟之諮詢自己該如何做。何佟之認為，謝氏之墓僅被破壞墳土，未及槨，因此不必依照改葬之例服緦，僅哭喪三日即可。梁武帝認為何佟之所議得禮。不久，萧子晋谋反，兄弟一起伏诛。